# کویت تومه
کویت تومه (استونیایی: Koit Toome؛ زادهٔ ۳ ژانویهٔ ۱۹۷۹) یک خواننده اهل استونی است.
وی در سال ۱۹۹۸ میلادی نماینده کشور استونی در مسابقه آواز یوروویژن بوده است.
او همچنین در مسابقه آواز یوروویژن ۲۰۱۷ به همراه لورا پولدوره نماینده استونی بود .